# Lexi Walker
Pour les articles homonymes, voir Walker.
Lexi Walker, née le 31 mars 2002 à Walnut Creek, en Californie, est une chanteuse et compositrice américaine.

## Biographie
Lexi Walker naît le 31 mars 2002 à Walnut Creek, en Californie. Elle a cinq frères et sœurs. Elle découvre la musique grâce à sa grand-mère, professeur en école de musique.

## Carrière musicale
Les premières apparitions sur scène de Lexi Walker datent de 2013. Elle est remarquée notamment pour son interprétation de l'hymne national américain à l'occasion d'une rencontre sportive.
En 2014, elle chante et joue dans une reprise de la chanson Let It Go tirée du dessin animé La Reine des neiges ; la vidéo connaît un important succès sur Internet. 
Elle a notamment joué et enregistré des morceaux avec Lindsey Stirling, David Archuleta et The Piano Guys,.

## Vie privée
Lexi Walker est membre de l'Église de Jésus-Christ des saints des derniers jours.